# Pengkou
Pengkou är en köping i sydöstra Kina. Den ligger i Liancheng härad i staden Longyan i provinsen Fujian, omkring 270 kilometer väster om provinshuvudstaden Fuzhou. Antalet invånare är 22 216. Befolkningen består av 10 863 kvinnor och 11 353 män. Barn under 15 år utgör 17,0 %, vuxna 15-64 år 73 %, och äldre över 65 år 9,0 %.